# 岡安Promotion
岡安晉升有限公司是日本一家位於東京都調布市，專門從事日本電影、動畫、紀錄片的剪輯公司。成立於1954年。創辦人是岡安肇。現任代表董事社長是小島俊彥。

## 概要
岡安晉升有限公司自從成立以來。在真人電影作品方面與電影導演今村昌平有很深的合作關係，其中電影《黑雨》曾入圍1990年第13回日本電影金像獎最優秀剪輯獎。在動畫方面，承包過新銳動畫、STUDIO COMET等多家動畫公司作品的剪輯工作。
後來在2013年，該公司榮獲第36回日本電影金像獎的底片剪輯部門協會特別獎。

## 主要參加作品

### 新銳動畫
- 我們這一家
- 超能力魔美
- 美味大挑戰
- 奧博查馬（日语：奧博查馬）
- Q太郎 (1985年版)
- 蠟筆小新
- 電子神童
- 閃亮雙胞胎
- 星際寶貝：神奇大冒險～最棒的朋友～
- 大耳鼠
- 藤皮卡鬼丸（日语：藤皮卡鬼丸）
- 哆啦A夢 (1979年、2005年版)
- 21衛門
- 忍者哈特利
- 忍筆滿丸（日语：忍筆滿丸）
- 小超人帕門 (1983年版)
- 比利犬（日语：比利犬）
- 高爾夫球手猿（日语：職業高爾夫球手猿）

### STUDIO COMET
- 頭文字D
- 我愛美樂蒂
  - 我愛美樂蒂：轉轉旋律魔法牌
  - 我愛美樂蒂：輕鬆舒暢♪
  - 我愛美樂蒂：吉良★
- 極速方程式
- 足球小將翼J
- 呱呱響叮噹（日语：克羅柴姆）
- 寶石寵物
  - 寶石寵物 Twinkle☆
- 侍魂 ～破天降魔之章～
- 真·女神轉生D 惡魔之子 光之書與闇之書
- 神聖十月
- 校園迷糊大王
  - 校園迷糊大王 一學期補習
  - 校園迷糊大王 二學期
  - 校園迷糊大王 三學期
- 涼風
- 浪漫追星社
- 順便東鎮館（日语：順便東鎮館）
- 小小男子漢
- 戀愛占卜師
- 勇者鬥惡龍
- 中學奇面組（日语：中學奇面組）
- 校園七大不可思議神秘事件（日语：高校神秘學園七大奇蹟）
- 龍虎之拳
- 餓狼傳說
  - 餓狼傳說2
  - 餓狼傳說 -電影-
- 發明小子（日语：發明小子蟹肉麵包）
- 超級發明小子（日语：發明小子蟹肉麵包）
- 蜜桃女孩
- 仙魔大戰2000（日语：比庫里曼2000）
- 娃娃★愛你（日语：嬰兒★愛）
- 哨聲響起
- 棉花糖樂園
- 幻影真帆（日语：馬波旅行記）
- 水色時代
- 陸奧圓明流外傳 修羅之刻
- 名門！第三野球部（日语：名門!第三野球部）
- 妖怪人間貝姆 (2006年版)
- 狗狗向前衝

### 其它
- 櫻桃小丸子（日本動畫公司）
- 希望明天的天氣（日语：希望明天的天氣 (漫画)）（土田製作公司）
- 奧賈曼山田（日语：奧賈曼山田）（土田製作公司）
- 足球小將翼 (昭和版)（土田製作公司）
- 黑姬 -桎梏之館-（日语：黑姫 (遊戲)）（穆克動畫片，僅前篇）※成人動畫。
- 猿飛小忍者（日语：不愧是猿飛）（土田製作公司）
- 乃木坂春香的秘密（diomedéa）
  - 乃木坂春香的秘密 純度♪（狄俄墨得亞）
  - 乃木坂春香的秘密 壓軸♪（狄俄墨得亞）
- 魔法騎士（TMS娛樂）
- 漫畫日本史（日语：漫畫日本史 (日本電視機)）（土田製作公司）
- 靈犬雪麗（東寶株式會社）
- 藍寶（日语：亂泡）（土田製作公司）
- 火箭女孩（穆克迪爾）
- 秘密 ～The Revelation～（MADHOUSE）
- Happiness！（ARTLAND）
- 青空下的約定 ～歡迎來到鶇寮～（雅園）
- 神槍少女（雅園）
- 伯爵與妖精（雅園）
- 泰坦尼亞（雅園）
- 最後大魔王（雅園）
- 閃亂神樂（雅園）
- 長腿叔叔（日本動畫公司）

### 真人電影
- 人間蒸發（今村製作有限公司）
- 狂戀（日活）
- 改變下午的事（日活）
- 成熟的乳房已婚的女人（日活）
- 按職業分類的性策略（日活）
- 偷窺特別課程（日活）
- 黑道觀音（日活）
- 女大學生 暑期性課程（日活）
- 團地妻 下午的誘惑（日活）
- 大姐大刑警（日活）
- 運行條款（運行條款製作上映委員會）
- 太陽之子手足藻（太陽之子製作）
- 百合子的來信（今村製作有限公司）
- 楢山節考（東映、今村製作有限公司）
- 荷曼（日语：荷曼）（東映、Kitty film、中央藝術（日语：中央藝術））
- 祝福（今村製作有限公司）
- 黑雨（日语：黑雨 (電影)）（今村製作有限公司）
- 最好的男人（日语：最好的男人）（東映、三井物産、日本之翼、东北新社）
- 最後的法蘭肯斯坦（萬代、里東音樂（日语：里東音樂）、PF電影）
- 螺旋素描（日语：螺旋素描）（嗡嗡聲公司）
- 哥吉拉vs機械哥吉拉（東寶電影（日语：東宝映画 (企業)））
- 鰻魚（KSS、衛星劇場（日语：衛星劇場）、集團公司）
- 勘三先生（日语：勘三先生）（今村制作有限公司、東映、東北新社、角川書店）
- 永遠的龍二（永遠的龍二製作委員會）

## 主要所屬
- 岡安和子
- 小島俊彥（現任代表董事社長）
- 中葉由美子
- 村井秀明
- 三宅圭貴
- 藤本理子

### 過往所屬
- 掛須秀一（日语：掛須秀一）（現：周杰倫電影代表）
- 小野寺桂子
- 川崎晃洋（現：STUDIO COMET所屬）

## 外部連結
- 岡安晉升有限公司的Facebook專頁 （日語）
- （日語）（2003年4月2日的檔案館）